# Kudypy (Morąg)
Pour l’article homonyme, voir Kudypy.
Kudypy est un village polonais de la voïvodie de Varmie-Mazurie, dans le powiat d'Ostróda.